# دیمین موزیکا
دیمین موزیکا (انگلیسی: Damien Mozika؛ زادهٔ ۱۵ آوریل ۱۹۸۷) بازیکن فوتبال اهل فرانسه است.
از باشگاه‌هایی که در آن بازی کرده‌است می‌توان به باشگاه فوتبال نانسی، باشگاه فوتبال شهید قندی یزد، باشگاه فوتبال تورکی یونایتد، باشگاه فوتبال اسکانتورپ یونایتد، و باشگاه فوتبال بری اشاره کرد.